# Thomas Markmann
Thomas Markmann (født 25. maj 1971[kilde mangler]) er en dansk dramatiker og forfatter. Han modtog prisen som Årets Dramatiker ved Reumertuddelingen i 2015.

## Karriere
Markmann voksede op i en lille provinsby på landet. Han drømte bl.a. om at blive astronom, men inden han begyndte som dramatiker havde han job som bl.a. rørsmed vvs-tekniker og aktør på Middelaldercentret ved Nykøbing Falster.
I 2004 udgav han skuespillet Den Ansvarlige, og året efter udkom Vildskud begge på forlaget DRAMA.
I 2007 blev han uddannet fra Dramatiker Væksthus. Herefter begyndte han på dramatikeruddannelsen på Aarhus Teater. Mens han var elev, skrev han stykket Død Mands Kvinde, der blev opsat på Odense Teater som en del af uddannelsen, som det første af hans skuespil, der blev opført på professionel vis. Stykket modtog gode anmeldelser og blev rost som midtvejsprojekt. Under sin uddannelse var han den ældste på sin årgang, og han blev færdig i 2010. Året efter var han en af modtagerne af Årets Talentpris ved Reumertuddelingen for stykket Oh Romeo på Teatret Masken. Stykket blev også nomineret til prisen for bedste børneforestilling.
Markmann modtog siden arbejdslegater fra scenekunstudvalget og litteraturudvalget under Statens Kunstfond, samt Axel og Magda Furhs Hæderslegat og Preben Harris' Rejselegat.
I 2015 lavede han forestillingen BETON på Aalborg Teater, som modtog prisen som Årets Forestilling ved Reumertuddelingen. Markmann selv modtog prisen som Årets Dramatiker. I november 2016 havde han premiere på stykket Til (ingen verdens) nytte på Folketeatret.
Han er desuden medlem af Danske Dramatikeres bestyrelse.
Han har skrevet stykker til Aalborg Teater, Odense Teater, Teater Grob, Svalegangen, Teater Vestvolden, Von Baden, Masken.
Thomas Markmann har også skrevet til Radiodrama på DR (nu lukket), samt udviklet på flere spillefilms- og serieprojekter. Herunder har han været manuskriptkonsulent på spillefilmen Hvor kragerne vender, som vandt et utal af priser.[kilde mangler]
Udover sit virke som dramatiker og manuskriptforfatter, sidder Thomas Markmann også i Danske Dramatikeres bestyrelse, er formand for Københavns Kommunes Scenekunstudvalg, og er udpeget til Statens Kunstfonds Repræsentantskab. Endvidere virker Thomas Markmann også som Domsmand ved Retten på Frederiksberg. 
I 2023 blev Thomas endvidere valgt som folketingskandidat for det Radikale Venstre i København.

## Teaterstykker
- Dronningernes By (2007)
- Giro 413 (2008)
- Død Mands Kvinde (2009)
- Stodder (2009)
- Oh Romeo (2011)
- Far, far Krigsmand (2010)
- Den Arabiske Solsort (2010)
- Dreyer (2012)
- Walden Rekonstrueret (2012)
- Brøl (2013)
- Røverne (gendigtning) (2013)
- Zappa Retro (2014)
- Comedy of Errors (2014)
- BETON (2015)
- Små Forstyrrelser (2015)
- Transit (2016)
- Til (ingen verdens) nytte (2016)
- Drengen der ville være vægtløs (2017)
- Kammerater (2017)
- Beruselse (2017)
- Mig og Tyson (2017)
- Hvad du ønsker (2017)
- Richard d.3 (Shakespeare) en bearbejdning (2017)
- Mæt Af Dage (2018)
- Romeo og Julie (Shakespeare) en bearbejdning (2018)
- Død over eliten (2019)
- Stor ståhej for ingeting (Shakespeare) en bearbejdning (2019)
- Kød (2021)
- Fisk (2021)
- Vild med Dans, The Musical (2020)
- Macbeth (Shakespeare) en bearbejdning (2020)
- Frank vender hjem (2021)
- Absolut Shakes (Shakespeare) en bearbejdning (2021)
- Argumenter imod kvinder (2022)
- Dynastiet (2022)
- Hamlet (Shakespeare) en bearbejdning (2022)
- Valhalla (2023)
- Oh Josephine (2023)
- Nordenfjords (2023)
- Anbragt (2024)
- Bag Facaden (2024)
- Drømmen (2024)
- Rend mig i traditionerne (2024)